# Cao Sơn (người Tày)
Cao Sơn là bí danh của Nông Văn Thàn - một trong năm đội viên đầu tiên của Đội Thiếu niên Tiền phong Hồ Chí Minh. Thàn là một loại cây dẻo dai thường mọc ở chân vách núi đá, Cao là thanh cao, Sơn là ngọn núi. Cao Sơn - người có đức hạnh như ngọn núi cao. Tên Cao Sơn được "lấy" ra từ 2 điệu hát Then đặc sắc của người Tày là điệu Cao Sơn và điệu Lưu Thủy (Tàng Bốc, Tàng Nặm).